# Elekcijska astrologija
Elekcijska astrologija je veja tradicionalne astrologije, ki se ukvarja z iskanjem najprimernejšega časa za začenjanje pomembnejših stvari v življenju, kot so poroka, preselitev, začetek službe... Temelji na predpostavki, da izbran trenutek, ko začenjamo nekaj novega, odločilno vpliva na izid.
Veliko pravil, ki se uporabljajo pri elekcijski astrologiji, izhaja iz horarne astrologije. Za razliko od horarne astrologije, kjer odgovor temelji na času, kdaj je bilo vprašanje zastavljeno, elekcijski astrologi skušajo najti čas, ki bi prinesel najugodnejši izid.